# كيفن مور
كيفن مور (بالإنجليزية: Kevin Moore)‏ (30 يناير 1956 ببلاكبول في المملكة المتحدة - ) هو مدرب كرة قدم ولاعب كرة قدم بريطاني في مركز جناح ‏. لعب مع سوانزي سيتي وسويندون تاون ونادي بلاكبول ونادي بوري ونيوبورت كونتي.

## وصلات خارجية
- كيفن مور على موقع أرشيف الشارخ.
- كيفن مور على موقع قاعدة بيانات كرة القدم.إي يو (الإنجليزية)